# Rečica (Požarevac)
Rečica (em cirílico:Речица) é uma vila da Sérvia localizada no município de Požarevac, pertencente ao distrito de Braničevo, na região de Braničevo. A sua população era de 518 habitantes segundo o censo de 2002.

## Demografia
| 1948  | 1953  | 1961 | 1971 | 1981 | 1991 | 2002 |
| ----- | ----- | ---- | ---- | ---- | ---- | ---- |
| 1 019 | 1 041 | 966  | 852  | 883  | 816  | 518  |